# هيكتور كاماتشو جونيور
هيكتور كاماتشو جونيور (بالإنجليزية: Héctor Camacho, Jr.)‏ مواليد 20 سبتمبر 1978 في سان خوان، هو ملاكم أمريكي.

## إحصائيات
خاض خلال مسيرته 66 نزالا، فاز في 58 وتعادل في 1 وخسر في 6. فاز بالضربة القاضية في 32 نزالا.

## روابط خارجية
- هيكتور كاماتشو جونيور على موقع بوكس ريك (الإنجليزية) (registration required)